# Cuyojanira riojana
Cuyojanira riojana là một loài chân đều trong họ Protojaniridae. Loài này được Grosso miêu tả khoa học năm 1992.